# Günther Cario
Günther Cario (* 3. August 1897 in Göttingen; † 18. September 1984 in Braunschweig) war ein deutscher Physiker und Hochschullehrer.

## Leben
Der aus einer Medizinerfamilie stammende Günther Cario war der Sohn von Richard Otto und Marie J. E. Cario, geb. Kleinschmidt. Er wurde 1897 in Göttingen geboren, wo er bis 1916 das Gymnasium besuchte. Von 1916 bis 1919 schloss sich an der Universität Göttingen ein Physikstudium an. Während seines Studiums konnte er von 1917 bis 1919 an der Modellversuchsanstalt für Aerodynamik unter deren Leiter Ludwig Prandtl eigenständig wissenschaftlich arbeiten. Cario wurde 1922 mit einer Arbeit über die Entstehung wahrer Lichtabsorption und die scheinbare Koppelung von Quantensprüngen zum Dr. phil. promoviert. Von 1921 bis 1936 war er Assistent des Nobelpreisträgers des Jahres 1925, James Franck, am II. Physikalischen Institut der Universität Göttingen. Er habilitierte sich 1927 mit einer Untersuchung über die Wellenlänge der grünen Linie des Polarlichts. Es folgte eine einjährige Lehrtätigkeit an der Princeton University. Im Jahr 1935 wurde er in Göttingen zum außerplanmäßigen Professor für Physik ernannt. 

### Tätigkeit in Braunschweig
Cario wechselte im April 1936 als ordentlicher Professor für Physik und Nachfolger Hermann Dießelhorsts an die Technische Hochschule Braunschweig. Seinen dortigen Lehrauftrag nahm er bis zur Emeritierung 1965 wahr. Von 1940 bis 1944 war er Dekan der Fakultät für Allgemeine Wissenschaften. Während des Zweiten Weltkriegs wurde das Physikalische Institut 1944 völlig zerstört. Er setzte sich nach Kriegsende maßgeblich für die Errichtung der Institute für technische und theoretische Physik ein. Am Ende seiner Dienstzeit wurde von 1965 bis 1968 schließlich der Bau des neuen Physikzentrums verwirklicht.
Cario gehörte 1943 zu den Gründungsmitgliedern der Braunschweigischen Wissenschaftlichen Gesellschaft (BWG). Er war Mitglied der Deutschen Physikalischen Gesellschaft und von 1962 bis 1966 Vizepräsident des Internationalen Optischen Komitees. Cario pflegte eine enge Verbindung zur Physikalisch-Technischen Bundesanstalt (PTB) in Braunschweig.
Günther Cario starb 1984 im Alter von 87 Jahren in Braunschweig.

## Schriften (Auswahl)
- mit Ludolf H. Reinecke: Die Dissoziationsenergie des Stickstoffmoleküls und ihre Bedeutung für das Nachleuchten des aktiven Stickstoffs, Vieweg, Braunschweig 1949.
- mit Ulrich Stille: Höhenbestimmung der in der Dämmerung leuchtenden atmosphärischen Natriumschicht, Vieweg, Braunschweig 1950.
- mit J. Euler und Hans Fricke: Untersuchungen der optischen Eigenschaften farbiger Kaliumchloratkristalle, Vieweg, Braunschweig 1951.
- mit Ulrich Stille: Über das Auftreten der Natrium-D-Linien im Nachthimmelleuchten und im Nordlicht, Vieweg, Braunschweig 1954.